# Hundred
Hundred is een plaats (town) in de Amerikaanse staat West Virginia, en valt bestuurlijk gezien onder Wetzel County.

## Demografie
Bij de volkstelling in 2000 werd het aantal inwoners vastgesteld op 344.
In 2006 is het aantal inwoners door het United States Census Bureau geschat op 328, een daling van 16 (-4,7%).

## Geografie
Volgens het United States Census Bureau beslaat de plaats een oppervlakte van
1,2 km², geheel bestaande uit land. Hundred ligt op ongeveer 313 m boven zeeniveau.

## Plaatsen in de nabije omgeving
De onderstaande figuur toont nabijgelegen plaatsen in een straal van 24 km rond Hundred.